# Noah Levenstein

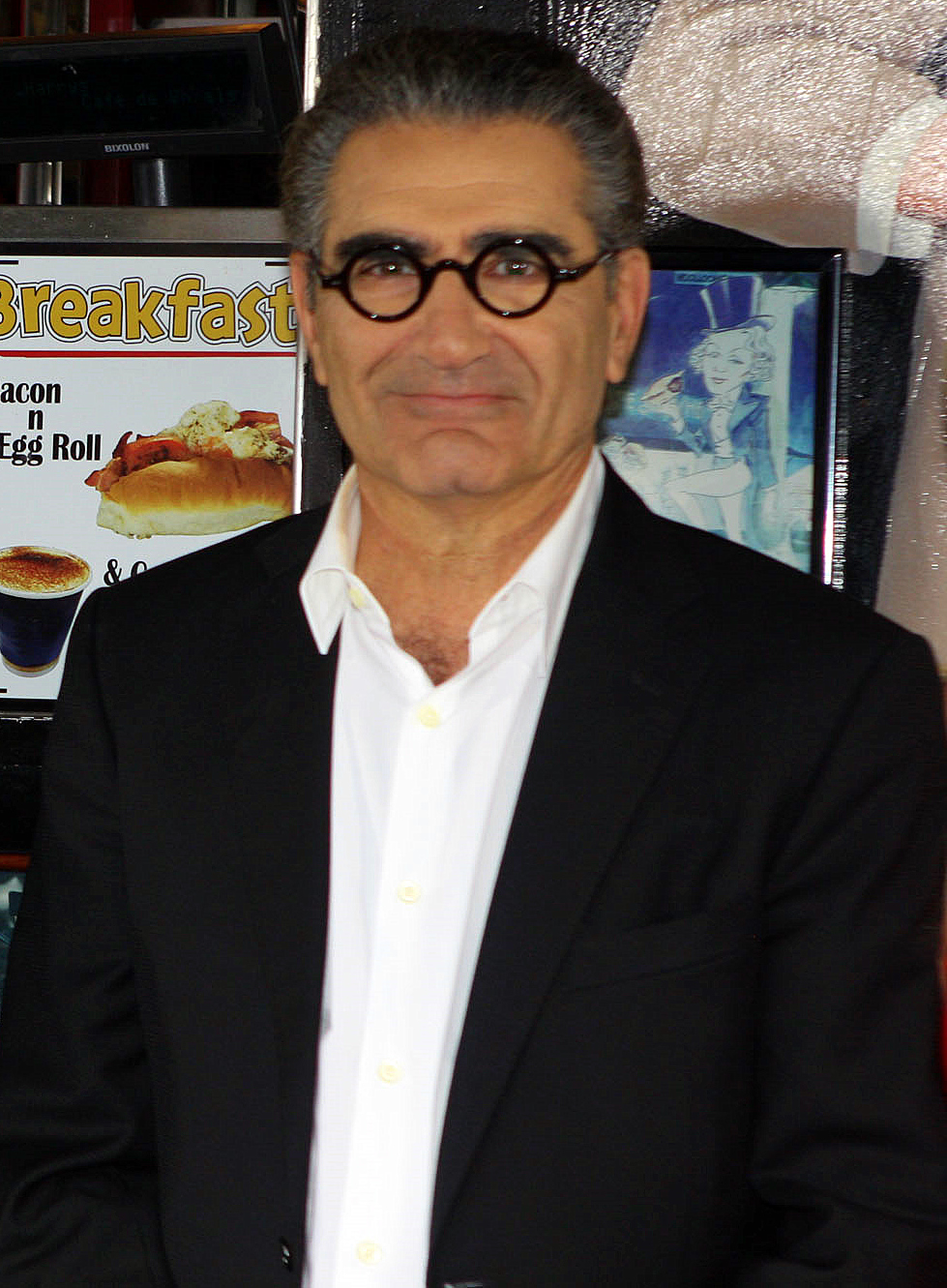
Eugene Levy jako Noah Levenstein

Noah Levenstein, známější jako Jimův táta, je hlavní postava filmové série Prci, prci, prcičky. Hraje ho Eugene Levy a objevil se ve všech osmi filmech série. Eugene byl nominován na cenu za nejvtipnější postavu ve filmu, kterou nevyhrál, ale zato získal cenu Pretty Funny.
Pravděpodobně studoval na East Great Falls High. V létě 1969, když byl v prvním ročníku, odjel s kamarády do Amsterodamu, kde si užívali. Tady se setkali s prostitutkou, která jim pověděla o sexuální příručce, kterou sepsal jistý kněz v 19. století. Postřehy z této knihy a také z jeho života se staly základem Bible (označované též jako Kniha lásky), kterou sepsal v říjnu a listopadu 1969. Poté se dostal na University of Michigan, kde se stal členem koleje Beta. Na škole založil akci zvanou Nahá míle, kdy studenti oslavují ukončení zkoušek nahým během na trati dlouhé jedna míle. V 5. díle série tento závod odstartoval. Při poslední Řecké olympiádě na univerzitě byl kapitánem vítězného týmu a tak, když je v 6. díle – kvůli sporům mezi kolejí Beta a kolejí Šprtů – po cca 40 letech obnovena, připadla mu povinnost rozhodce. V tomto díle navíc dostane členy Bety z vězení, protože se zná s prokurátorem. Zároveň dělá současným členům koleje Beta advokáta a poradce. V 7. díle vede prodejnu koberců Levenstein's Carpet Warehouse a zároveň pomáhá s obnovou Bible.
Jeho synem je Jim Levenstein, který se ve 3. díle oženil s Michelle Flaherty. Ve 4. díle se dozvídáme, že Jim se odstěhoval a Michelle je těhotná. Jelikož byla zvolena táborovou vedoucí roku, byla najata jako MACRO na hudebním táboře Tall Oaks Band Camp. Kvůli těhotenství však její místo převzal Noah. V 5. díle má Noah vnuka Evana.
Noahova manželka se objevuje pouze ve 3. díle (krátce se mihne i v 1. a 2. díle), kde ovšem není uvedeno její jméno. Před 8. dílem za neznámých okolností umírá a Noah má z toho deprese. Z nich mu pomůžou Jim s Michelle, kteří ho vezmou na večírek ke Stiflerovi. Steve Stifler mu pomůže z depresí alkoholem a když posilněný Noah hledá toaletu, vejde do pokoje Jeanine Stifler, Stiflerovy mámy.
Svému synovi Jimovi se snaží dávat všelijaké rady o sexu, což Jima velmi rozčiluje. Zakrývá před ženou Jimův sex s koláčem. Přiváží Jima z nemocnice poté, co si Jim přilepí lepidlem ruku k penisu. Pak mu ve třetím díle podává prsten, aby mohl Jim požádat Michelle o ruku. Noah ale omylem odhalí tajný sex Jima a Michelle pod stolem.